# محمدي (شليل)
محمدي (بالفارسية: شهرک محمدی) هي قرية تقع في إيران في قسم شلیل الريفي. يقدر عدد سكانها بـ 0 نسمة بحسب إحصاء 2016.